# Barry Stroud
Barry Stroud (Toronto, 18 de mayo de 1935-Berkeley, 6 de agosto de 2019) fue un filósofo canadiense conocido por sus trabajos en el área del escepticismo filosófico. Se graduó e filosofía en la Universidad de Harvard. Desde 1961 trabajó en la Universidad de California, Berkeley. En 1987 pronunció las John Locke Lectures en la Universidad de Oxford. En 2007 recibió el cargo de Profesor Willis S. and Marion Slusser de filosofía en el departamento de filosofía de Berkeley.

## Selección de sus obras
- (1977), Hume, (The Arguments of the Philosophers). Routledge.

Ganador del Premio Matchette Prize en 1979.
- (1984), The Significance of Philosophical Scepticism. Oxford University Press. ISBN 0198247613, ISBN 978-0198247616.
- (1999), The Quest for Reality: Subjectivism & the Metaphysics of Colour. Oxford University Press. ISBN 0195133889, ISBN 978-0195133882.
- (2000), Understanding Human Knowledge: Philosophical Essays. Oxford University Press. ISBN 0198250339, ISBN 978-0198250333.